# 越调
“越调”，流行于河南大部、山东、陕西南部、安徽西部以及湖北北部等地区，历史悠久，为河南三大剧种之一。因其伴奏乐器以四胡为主，故又被称作“四股弦”。2007年入选中华人民共和国国家级非物质文化遗产名录。

## 历史
越调历史悠久，在清代乾隆年间，已经在河南南阳等地区广为流传。随后渐出现了越调剧社，并在清末形成了独特的剧种并逐渐走向兴盛。在剧种成后逐渐了三种独特的演出形式，分别是皮影越调戏、木偶越调戏以及越调大班戏。这三种演出形式，至今仍在在河南南阳、湖北北部以及安徽西部等地区的农村流行。
自起创立以来越调形成了超过五百个传统剧目，而其中尤以擅演“三国”剧目而闻名。

## 演出特点
越调起源于曲牌体，在后来的发展中逐渐加入了板腔体，最终成为一种曲牌体与板腔体合一的独特剧种。越调曲牌多来自民间音乐和其他戏曲剧种，分弦牌和笛牌两种共计两百多个。越调的板式也多种多样，常见的有慢板、导板、飞板、流水、哭腔、吹腔、铜器调、杂调、赞子、紧打慢唱、杂调等。
越调的唱腔高亢明快、唱中有笑，笑中有唱，以字带音，以音传情，既能抒发悲伤、深沉的情感，又能书法壮怀激烈的感情。越调唱腔主要为”越调”并辅以昆腔、唱吹腔、七句半等。
越调具备浓重的乡土气息和中原地区民间音乐的特色、越调的唱腔丰富，具有本行当特有的套路和板式。演员演出时以本嗓演唱同时辅以假声，其中流行唱腔的主因较其他剧种高出5个音节。
伴奏乐器以俗名为“上天梯”的四胡为主，月琴、卧笛为辅，随着其发展逐渐增加了诸如短杆坠壶、二胡、唢呐、闷子、三弦以及琵琶等。文场与武场的伴奏有所不同，文场乐器以坠壶、二胡、唢呐、笛子、琵琶、三弦为主；武场演出乐器则主要为板鼓、堂鼓、大小鼓等。

## 演出分类
越调的传统剧目分为两种，分别为正装戏和外装戏，共计四百多个。
- 正装戏为越调的传统剧目，以生、净为主角，构思严整，主要演历史历史袍带戏。正装戏唱词深奥，每段唱词都是固定的，并要依据对顶的曲牌和调门演唱。在道白时正装戏的伴奏为卧笛。代表剧目有《十五宫》、《报火斗》、《乌江岸》、《文王吃子》等。
- 外装戏则多为民间生活戏以及公案戏，词句通俗，多唱少白，生活气息较为浓重浓重，并多以小生、丑角为主角。代表剧目有《李双喜借粮》、《哭殿》、《火焚绣楼》等。

## 行当与角色
越调行当角色齐全，包括文生、武生、正旦、花旦、闺门旦、浪旦、武旦、老旦、大净、二毛、大红脸、二红脸、三花脸、等十几种。
河南越调则尤以女演员扮须生而闻名，然而在越调的发展历史中，直到三十年代才有女演员登台演出。著名的须生女演员有张秀卿、杨桂芝、申凤梅、申秀梅等，

## 著名演员
艺名分别为大宝贝、小宝贝的张秀卿和杨桂芝是越调当中女扮须生的代表人物，代表作有《抱琵琶》、《收姜维》等。
越调女扮须生一直是人才不断，继大小宝贝后崛起的就是被称作“大梅”“小梅”的申凤梅和申秀梅女士。“大梅”申凤梅的代表作品为被人称作“两吊一收”的《诸葛亮吊孝》、《李天保吊孝》、《收姜维》。其中申凤梅被称为“活诸葛”。
毛爱莲被称为“越调皇后”，她工于旦角，她塑造的性格各异的旦角，从闺门旦，到花旦，到正旦，都别具风格，毛尤以其特殊的甜美的发音为观众喜爱。
其他著名艺术家有：何全志、孙太安、李金枝、牛德山（艺名牛和尚）、李明玉、史道玉、张秀卿、张秀兰、李大勋、申凤梅、金凤楼、杨桂芝、邱秀玲、张琴、张桂兰、何金堂、何全金、田發根、李玉华、陈静、李金英、袁秀莲、刘琳

## 著名唱段
- 息干戈乐一统讴歌升平（《无佞府》赵光义唱）
- 夹棍夹榔头打阎王要命（《张权哭监》张权唱）
- 河北找兄记得牢（《古城会》关羽唱）
- 杨家忠心保大宋（《无佞府》杨景唱）
- 包大人他逼我把实话讲（《三勘蝴蝶梦》王孟氏唱）
- 御街落下一只凤 （《打銮驾》包拯唱）
- 徐延昭住班房扬袍舞袖（《大保国》徐延昭唱）
- 西华陈州遭年成（《跪嫂》包拯唱）
- 当朝要把玉石分（《明镜记》魏征唱）
- 跪灵堂哭了声都督英贤（《诸葛亮吊孝》诸葛亮唱）
- 穿街过巷往前走（《火焚绣楼》洪美荣唱）
- 百花开争芳艳天睛气暖（《无佞府》佘太君唱）
- 三支将令往下传（《收姜维》诸葛亮唱）
- 老将军你不要羞愧难当（《收姜维》诸葛亮唱）
- 历艰辛保皇叔同把业创（《诸葛亮吊孝》诸葛亮唱）
- 手拉着儿和女如痴如寝（《刘全进瓜》刘全唱）
- 严霜单把独根打（《泪洒相思地》父、女对唱）
- 哭灵牌三叩首悲声大放（《奴祸》高珍唱）
- 见姑娘寻短见（《血溅乌纱》李天民唱）
- 我一见众儿媳跪埃尘（《杨门女将》佘太君唱）
- 一阵狂风天色变（《杨门女将》穆桂英唱）
- 洪湖水浪打浪（《洪湖赤卫队》韩英唱）
- 面对着公字闸（《龙江颂》江水英唱）

## 主要剧团
现在主要演出越调的专业剧团为河南省越调剧团。河南省越调剧团现驻于河南省周口市。前身是成立于1949年6月的隶属于河南省淮阳专属三分团的民友越调剧团。

## 荣誉与奖项
在已故越调表演艺术家申凤梅的带领下，越调得以发扬广大，并在20世纪六十年代三次进京演出，先后受到毛泽东、周恩来、刘少奇、朱德、邓小平等人的接见。
在1963年的4月2日、9日、5月15日，越调前后三次进入中南海演出。周恩来在看过越调《收姜维》后上台与申凤梅握手，并对她说“你把诸葛亮演活了，河南的诸葛亮很会做思想工作！”
越调在文艺界也引起关注，京剧表演艺术家马连良破格把地方戏演员收为徒弟。作家老舍对此题词“东风骀荡百花开，越调重兴多俊才，香满春城梅不傲，更随桃李拜师来。”
老舍、曹禺、杜近芳、袁世海、赵丹等都对越调做出赞扬。

## 影视作品
珠江电影制片厂与北京电影制片厂在1965年至1981年间拍摄了《诸葛亮吊孝》、《智收姜维》、《扒瓜园》、《李天保娶亲》等四部电影艺术片。

## 学术著作
越调戏曲理论研究的著名专家有赵抱衡、魏天葆等。魏天葆著有《河南越调音乐概论》一书。